# NGC 5991
NGC 5991 (również PGC 55953) – galaktyka eliptyczna (E), znajdująca się w gwiazdozbiorze Węża. Odkrył ją Édouard Jean-Marie Stephan 13 czerwca 1879 roku.